# Середньовічне місто
Середньовічні міста виникали, як правило, на перетині торгових шляхів, біля бродів, мостів, переправ через ріки, тобто в тих місцях, де може знайтись покупець на ремісничі вироби. Часто маленькі містечка наче ховалися від негараздів в тіні замку великого і сильного сеньйора.

## Теорії походження середньовічного міста
Питання про причини і обставини виникнення середньовічних міст представляє великий інтерес.
Намагаючись відповісти на нього, вчені в XIX і XX ст. висували різні теорії. Для значної їх частини характерний інституційно-юридичний підхід до проблеми. Найбільша увага приділялася походженням і розвитку специфічних міських установ, міського права, а не соціально-економічним основам процесу. При такому підході неможливо пояснити корінні причини походження міст.
Істориків XIX ст. цікавило в першу чергу питання про те, з якої форми поселення з'явилося середньовічне місто і як установи цієї попередньої форми трансформувалися в установи міста. «Романістична» теорія (Савіньї, Тьєррі, Гізо, Ренуар), яка будувалася головним чином на матеріалі романізованих областей Європи, вважала середньовічні міста та їх установи прямим продовженням пізніх античних міст. Історики, що спиралися в основному на матеріал Північної, Західної, Центральної Європи (в першу чергу німецькі і англійські), бачили витоки середньовічних міст в явищах нового, феодального суспільства, перш за все правових та інституційних. Згідно з «вотчинної» теорії (Ейхгорн, Нич), місто і його інститути розвивалися з феодальної вотчини, її управління та права. «Маркова» теорія (Маурер, Гірке, Белов) виводила міські установи і право з ладу вільної сільської громади — марки. «Бургова» теорія (Кейтген, Метланд) вбачала центри міста у фортеці - бурзі і бурговому праві. «Ринкова» теорія (Зом, Шредер, Шульте) виводила міське право з ринкового права, що діяло в місцях, де велася торгівля.
Всі ці теорії відрізнялися однобічністю, висуваючи кожна який-небудь єдиний шлях або чинник виникнення міста і розглядаючи його переважно з формальних позицій. До того ж вони так і не пояснили, чому більшість вотчинних центрів, громад, замків і навіть ринкових містечок так і не перетворилися на міста.
Німецький історик Рітшель наприкінці XIX ст. спробував об'єднати «бургову» і «ринкову» теорії, вбачаючи в ранніх містах поселення купців навколо укріпленого пункту — Бурга. Бельгійський історик А. Пиренн на відміну від більшості своїх попередників відводив визначальну роль у виникненні міст економічному чиннику — міжконтинентальної та міжрегіональної транзитної торгівлі та її носію — купецтву. Відповідно до цієї «торгової» теорії, міста в Західній Європі виникали спочатку навколо купецьких факторій. Пиренн також ігнорує роль відділення ремесла від сільського господарства у виникненні міст і не пояснює витоки, закономірності та специфіку міста саме як феодальної структури. Теза Пиренна про чисто торгове походження міста не була прийнята багатьма медієвістами.
У сучасній зарубіжній історіографії зроблено багато для вивчення археологічних даних, топографії і планів середньовічних міст (Гансгоф, Планіц, Еннен, Веркотерен, Ебель та ін.) Ці матеріали багато роз'яснюють в передісторії і початкової історії міст, майже не освітленій письмовими пам'ятками. Серйозно розробляється питання про роль в складанні середньовічних міст політико-адміністративних, військових, культових факторів. Всі ці фактори і матеріали вимагають, звичайно, врахування соціально-економічних сторін виникнення міста та його характеру як феодальної структури.
Сучасні зарубіжні історики, прагнучи усвідомити загальні закономірності генезису середньовічних міст, поділяють і розвивають концепції виникнення феодального міста саме як наслідку суспільного розподілу праці, розвитку товарних відносин, соціальної та політичної еволюції суспільства.
У вітчизняній медієвістиці проведено солідні дослідження з історії міст майже всіх країн Західної Європи. Але тривалий час у ній робився акцент в основному на соціально-економічної ролі міст, при меншій увазі іншим функціям. В останні роки, однак, проявляється тенденція розглядати все різноманіття соціальних характеристик середньовічного міста, притому від самих витоків. Місто визначається як не тільки найбільш динамічна структура середньовічної цивілізації, а й як органічний компонент всього феодального ладу.

## Походження

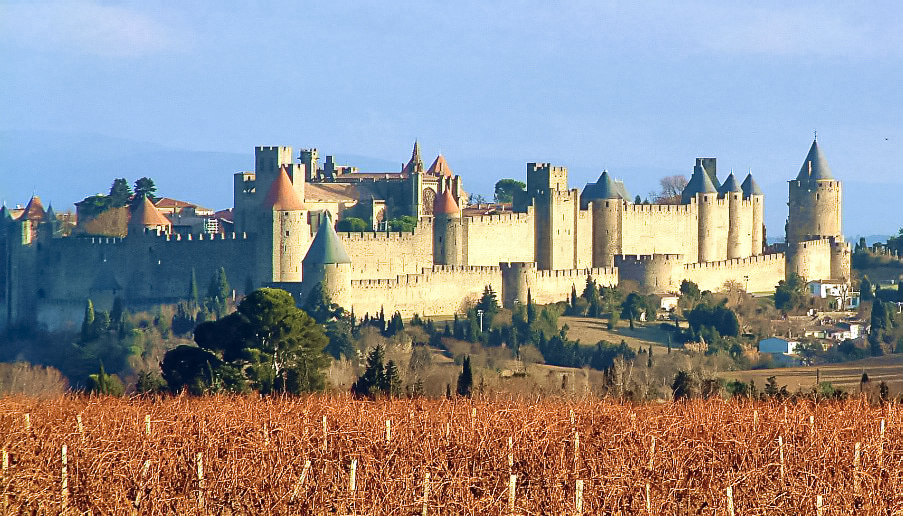
Фортечні мури середньовічного міста Каркассонн, Франція

Середньовічні міста виникали на місцях старих античних міст, біля бродів та мостів через річки, а також біля перевалів і на перехрестях торгових доріг. Утворювались міста і біля церков, монастирів, феодальних маєтків, замків, бо вони утворювалися селянами, які перестали обробляти землю і основним своїм заняттям зробили своє ремесло. Тобто вони робили все, що їм потрібно для полегшення життя своїми руками,а інші,помітивши нові види інструментів ,бажали і собі отримати щось подібне. Вони просили зробити для них якийсь інструмент, лапті, глечик і за це обіцяли плату (пшеницю, гусака, гроші і ін.). Так з'явилися ремісники і вони,тікаючи від свавілля й утисків феодала, шукали кращої долі в нових місцях, де могли вижити за рахунок своєї праці . Якщо феодал рік не шукав ремісника-втікача, то ремісник ставав вільним. Вони ж поселялися поблизу купців, на берегах зручних гаваней для кораблів, там де вони могли продати свої вироби. Так утворювалися перші середньовічні міста.
Міста будувалися на перехрестях торговельних шляхів і були своєрідними торговельними центрами.

## Середньовічне місто. Розвиток ремесла і торгівлі

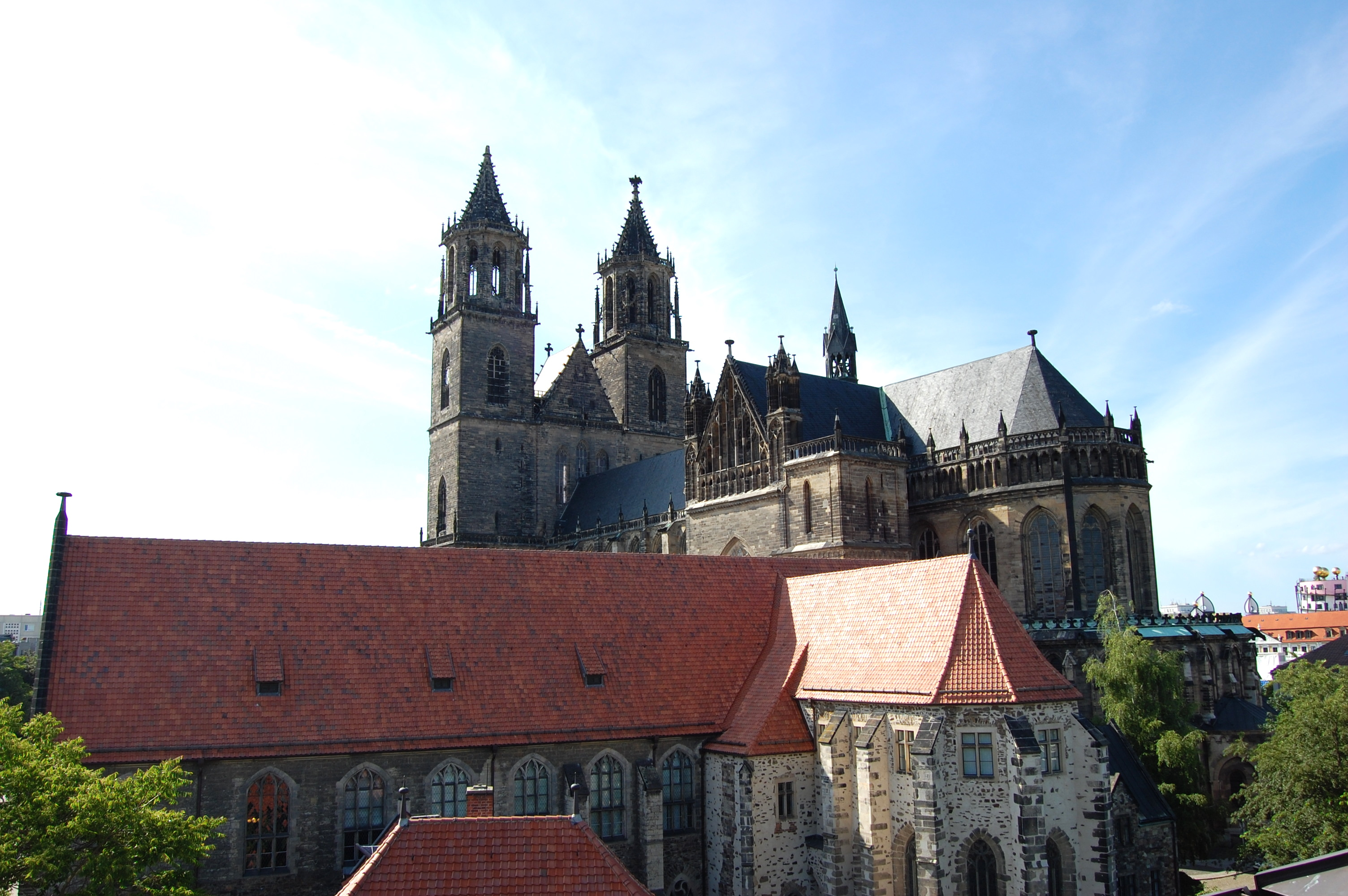
Магдебург. Середньовічна забудова

Наприкінці X століття інтенсивно розбудовуються старі й засновуються нові міста. Це зумовлювалося розвитком сільського господарства, ремесел і торгівлі. Розбудова міст відбувалася в умовах піднесення ремісничого виробництва й торгівлі. З XI століття в економічному житті Західної Європи почався період урбанізації — відродження давніх римських міст (Рим, Неаполь, Париж, Генуя, Ліон, Лондон, Бонн) і утворення нових (Гамбург, Любек, Лейпціг, Магдебург), посилення їх господарського значення. Головною причиною цього було економічне піднесення, руйнування натурально-господарських форм виробництва. Вотчинне ремесло вичерпало себе, феодальний маєток не міг розвивати своїх промислових проблем. Успіхи сільського господарства і надлишок продуктів харчування зробили можливим існування населення, яке могло не займатися сільським господарством. Вотчинні ремісники переводились на оброк. Вони йшли з маєтків і селилися на перехрестях доріг, у торгових містечках, біля мурів фортець і монастирів. Поступово ці поселення перетворювались в міста.
Крім старих римських центрів,деякі середньовічні торгово-промислові міста перебували під владою феодалів, які були зацікавлені в їх появі на своїх землях, оскільки міста і податки з них приносили немалі прибутки. Система феодальної земельної власності міцно прив'язувала торгово-промислові центри до землевласника, а самі міста певною мірою повторювали структуру феодального маєтку. Значну частину території міста займав замок з господарськими і громадськими будівлями. Феодал постійно жив у місті. При ньому перебувала значна кількість воїнів і слуг, яким роздавали земельні ділянки. Решта землі, як правило, належала церкві. Феодал ставився до міських жителів як до сільських ремісників, котрі переселилися в місто. Тому вони відбували всі феодальні повинності. В дещо кращому становищі були купці, хоч також виконували повинності.
На феодалові лежали нові обов'язки. Він повинен був захищати місто, його жителів від зазіхань інших сеньйорів або зовнішніх ворогів. У 10 ст. це було нелегко. Набіги норманів, арабів, угорців спустошували землі Європи. Лише добре укріплене місто могло протистояти загарбникам. У 11 ст. зовнішня небезпека майже повністю зникає і феодали втрачають своє значення захисників міст. Таке становище надзвичайно загострило суперечності між міщанами і феодалами. У країнах Заходу вони вирішувалися протягом 11-13 ст. у ході так званих комунальних революцій. В Італії великі торговельні міста добилися повного визволення від влади феодалів вже в 11 ст. Дещо пізніше на шлях боротьби за визволення стали міста Північної Франції і Німеччини. В XII—XIII ст. у багатьох містах Західної Європи утворилося чимало міст-комун або міських республік, що цілком звільнилися від сеньйорів і отримали повне самоврядування. До відання міст переходили управління й суд, збирання податків, військова повинність, догляд за міською торгівлею тощо. Серед таких республік особливо виділялися італійські міста, насамперед Венеція,Генуя і Флоренція, які захопили багато земель і перетворилися на великі купецькі держави.
Там, де феодали зберігали свою могутність, боротьба міст набувала надзвичайної гостроти й тривала іноді впродовж десятиріч. Далеко не всім містам Західної Європи вдалося звільнитися з-під залізної руки феодалів. Більшість міст певною мірою залишалася їм підвладною і в кращому разі діставала грамоту, що визначала розмір виплат сеньйору і гарантувала громадянам особисту свободу. Такі міста називалися «вільними містами». Вони ніколи не досягали прав міста-комуни; управління й суд там залишалися в руках сеньйора, проте права та обов'язки їхніх представників — так зване «прево»- точно визначалися, щоб уберегти міське населення від зловживань.
У XIII ст. сформувалося феодальне міське «магдебурзьке право», яке встановлювало порядок виборів і функції органів міського самоврядування, суду, купецьких об'єднань, цехів, регулювало питання торгівлі, опіки, успадкування тощо.
Економічно розвинуті міста Англії, Франції та Німеччини в XI—XII ст. досягли значного розвитку. Зросло міське населення, розвиваються ремесла і торгівля. Панівне місце посідає виробництво вовняних тканин, збут яких забезпечував піднесення ремесла і торгівлі. Збагачуються купці, посилюється їх вплив.

## Зовнішні укріплення
Найважливішим компонентом середньовічного міста були його стіни. Крім того, що вони слугували укріпленнями поселення, вони символізували свободи і привілеї міста. Саме тому вони так часто зустрічаються в міській геральдиці. Руйнування стін ставало для міста надзвичайно важкій розплатою за опір завойовникам або заколот проти панів.
Саме по собі зведення стін та інших фортифікаційних укріплень було великим випробуванням для міського бюджету і податкових станів. У зв'язку з цим багато міст задовольнялися наявністю земляних валів і частоколу, що, втім, не заважало їм зображати стіни на своїх гербах і навіть робити спроби отримати повний спектр міських привілеїв. Разом з тим, там, де зводилися стіни, ними прагнули захистити по можливості
меншу територію, що в тому числі пояснює і тісний забудову всередині міських стін. Залишати при будівництві зовнішніх укріплень місце «про запас», для майбутнього міського будівництва, було прерогативою виключно невеликого числа найбільш багатих міст, що перебувають на піку своєї могутності.
Раніше всього стіни почали з'являтися навколо італійських і південнофранцузьких міст (IX—X ст.), За ними послідували прирейнские області і Фландрія (X—XI ст.). В основної ж маси міст стіни стали виникати лише у XII—XIII століттях. Під час страшної чуми, що отримала назву «Чорна смерть», а також під час інших епідемій всередині міських стін з'являлися якнайширші занедбані пустирі, на яких городяни пасли худобу, розводили городи і розбивали сади.
Як правило, середньовічні міста мали двоє або четверо воріт. У першому випадку вони розташовувалися на головній магістралі, що проходить через місто, у другому — на виході з міста двох найважливіших вулиць, що перетинаються між собою. Разом з тим відомі міста, які нараховують від 1 до 17 воріт.
Над найбільш важливими
воротами споруджувалися вежі, іноді ворота містилися між двома баштами. Число сторожових веж на стінах значно перевищувало число воріт і могло досягати декількох десятків. Вежі, також як і стіни, не тільки служили міркувань безпеки, а й уособлювали, як і самі стіни, силу і могутності міста.

### Гроші, банки, кредит

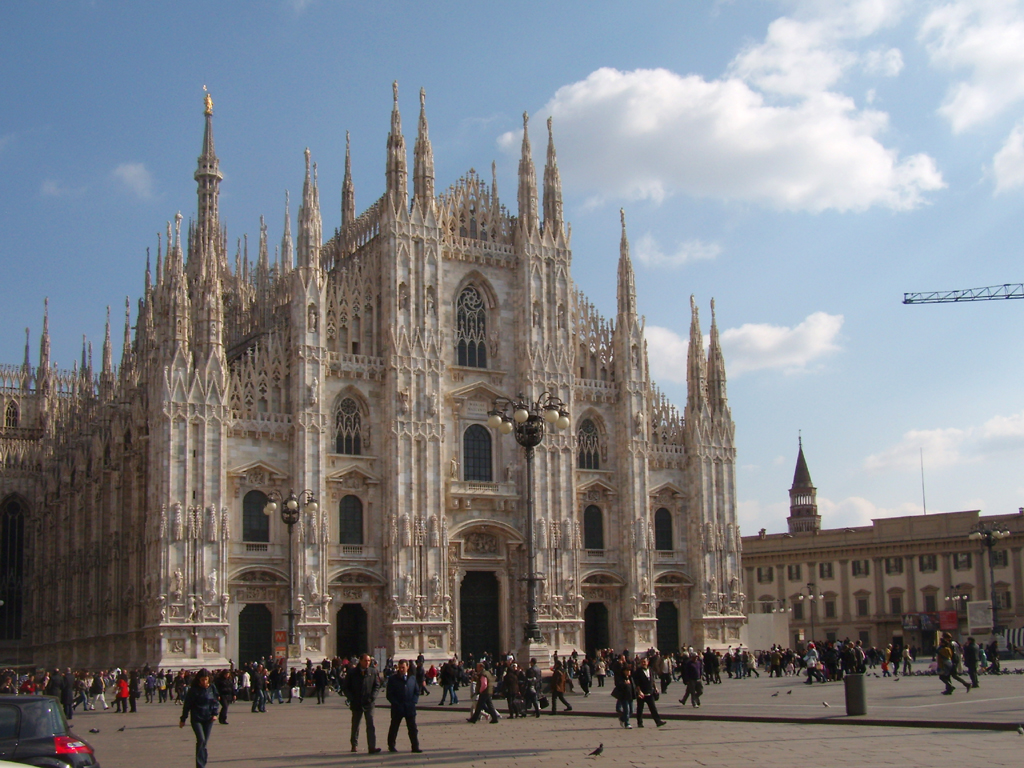
Центр Ломбардії — Мілан.

У Західній Європі в середньовіччя у грошовому обігу була велика кількість найрізноманітніших грошей. Із золотих найпопулярнішими були північноіталійські дукати; їх почали карбувати в 1140 році венеційці, вага монети становила 3-4 грами. Проте найпоширенішими були срібні гроші — від маленької роздрібної монетки до солідного талера вагою 30 грамів. Монархи, ніби змагаючись між собою, нещадно їх фальсифікували: зберігаючи вагу, систематично зменшували вміст срібла.
Діловим людям було незручно і небезпечно перевозити велику кількість золотих, срібних чи мідних грошей. Важко було розібратися в їх повноцінності чи неповноцінності. На допомогу їм прийшли так звані міняйли, які легко відрізняли справжні гроші від фальшивих. Агенти міняйла знаходилися там, де пролягали торгові шляхи. Купець за відповідну плату міг отримати необхідну послугу чи пораду. Поступово міняйли перетворилися на банкірів. Уперше вони з'явилися в північноіталійських містах, у провінції Ломбардія. До сьогодення за спеціалізованими магазинами-салонами збереглася назва «Ломбард».
Разом з появою банківської системи виник кредит. Оскільки банкіри були монополістами, вони встановлювали великий процент на позичковий капітал. Неодноразово банкірські асоціації розорялися, банкрутіли, бо їх дебіторами були королі, царі чи імператори, які часто не тільки не сплачували борги, а й фізично розправлялися з позикодавцями. Найуспішніше розвинулася кредитно-лихварська системи у Флоренції. У 14-15 ст. її очолювали відомі банкіри з родів Альберті й  Медичі. У Німеччині кредитно-лихварськими операціями керували банкіри Фуггери й Вельзери. В їх конторах широко застосовувались безготівкові розрахунки. Небувалого розвитку набула банківська справа і в Нідерландах — незабаром представників цієї країни стали називати світовими банкірами.

### Поява мануфактур
У 14-15 ст. в Європі виникла нова, вища в порівнянні з майстернею форма виробництва — мануфактура. На зміну кустарям-ремісникам прийшли організованіші робітничі майстерні. Хоч і там все виконувалося вручну (мануфактура — термін латинського походження, означає «ручна праця»), але у процесі виробництва застосовувався розподіл праці. Якщо кустар сам виконував всі операції, то у мануфактурі над цим же завданням працювали десятки робітників. Поділ праці у виробництві значно збільшив випуск товарів, поліпшив їх якість. Головною фігурою виробництва стає найманий робітник. Перші текстильні мануфактури відомі в містах Північної Італії та Нідерландів.
Таким чином, в епоху середньовіччя, яка в Європі тривала більш як тисячу років, господарство пройшло в своєму розвитку складний шлях. На зміну натуральному господарству і замкнутому цеховому виробництву поступово приходить товарне виробництво з вільною конкуренцією. Основною галуззю виробництва у тогочасному суспільстві було сільське господарство. Володіння землею як основним засобом виробництва визначало соціальний статус особи та її роль у політичному житті.
Відроджена торгівля стала основним каталізатором виробництва, необхідною умовою розвитку господарства. Виникнення феодального міста та його боротьба проти феодалів зумовила зміну способу життя людини, умови для прогресивніших форм господарювання. Порівняння рівня розвитку господарських систем різних країн показало, що господарство, навіть в умовах феодальної замкнутості, не могло розвиватися ізольовано, а зазнавало різноманітних впливів ззовні.
Саме в цей час закладаються основи майбутньої ринкової економіки. Зароджується банківська справа, вдосконалюється грошова система, без чого неможливий розвиток виробництва і торгівлі.

### Професійні середньовічні спілки— цехи.
У XII—XIII ст. у містах сформувалися ремісничі об'єднання — цехи. Середньовічний цех співзвучний із сучасним тільки за назвою. У ті часи він створювався за професійними ознаками (шевський, ковальський, кравецький, ювелірний та ін.). Цехи складалися з майстерень певного профілю. Кожний цех мав свій статут — цей документ узаконював і регламентував не тільки виробничий і духовний, а й моральний спосіб життя ремісничого колективу. В них було записано, зокрема, таке: у майстернях дозволялося працювати майстру, підмайстру, одному або двом учням. Як правило, вони жили, харчувалися в невеличкому приміщенні майстра. Використовувалася тільки ручна праця. Заборонялося майстрам та їх помічникам застосовувати будь-які вдосконалення, винаходи. Такі суворі заходи вживалися для того, щоб не збагачувались одні й не біднішали інші. Статути всіх цехів установлювали зразкові вироби(так звані шедеври), на які й орієнтувалися ремісники як на зразки. Заборонялося випускати товар гіршим або кращим від шедевра. Ніхто з членів цеху не мав права укладати договори чи вступати в спілку на шкоду свого об'єднання. Члени цеху були водночас і воїнами, захищаючи певну ділянку оборонного муру міста або вежі.
Разом з купцями та іншими станами ремісники демократично управляли містом. Тисячі селян-кріпаків, тікаючи від феодальної неволі, знаходили за фортечними мурами надійний притулок. Хто з них прожив у місті один рік і один день, ставав повноправним городянином. Феодали неодноразово за допомогою військ робили спроби повернути своїх підданих, але безрезультатно.
У містах склалась ієрархія на зразок сільської общини. Майстри гнобили підмайстрів, ремісників. Щоб стати повноправним членом цеху (майстром), необхідно було пройти стаж учнівства (3-7 років), скласти складний іспит.
Цехи мали сувору регламентацію: переслідували позацехових ремісників (партачів), обмежували виробництво, щоб уникнути конкуренції за різних умов. Наприклад, виготовляти вироби дозволялося тільки при денному світлі; продукція мала бути певних параметрів.
Цехова регламентація була економічно раціональною у XIII—XV ст. і відіграла прогресивну роль у розвитку міського ремесла. Вона сприяла виробництву якісної продукції, але зусилля цехів зберегти дрібне виробництво, поставити всіх у рівні умови загальмували розвиток продуктивних сил. До винахідників застосовувалась смертна кара, що призвело до застою науки і техніки.
Якщо до XI ст. міста з округами були самостійними економічними районами і не залежали від ввозу сировини чи продуктів харчування, то з цього часу починається процес обміну між окремими районами. Пожвавлення внутрішнього обміну свідчило про зародження єдиного ринку. Цьому сприяли численні ярмарки, що відбувалися в містах. Кількість ярмарок на рік у тому чи іншому місті залежала від місцерозташування, попиту на певні товари.
В умовах свавілля феодалів міста вимушені були об'єднуватися в союзи. У другій половині XIV ст. виникають Швабський і Рейнський союзи міст.
У Західній Європі розвивалися зовнішня, морська, внутрішня і сухопутна торгівля. Вже в XI—XII ст. визначились її центри — Венеція, Генуя, Піза. Північноіталійські купці витіснили із середземноморських торгових шляхів візантійців і арабів. Ця східна, тобто левантійська, торгівля успішно розвивалася 400 років, до другої половини XV ст. З портів Близького Сходу європейці привозили товари з Індії, Китаю, Сирії.
У Венеції, Генуї, Флоренції, Пізі виникло власне виробництво шовку, скла, бавовняних тканин. Товарами зі Сходу, виробами європейських ремісників італійські купці забезпечували феодалів Західної Європи, одержуючи за них значні прибутки золотом і сріблом.

## Ганза

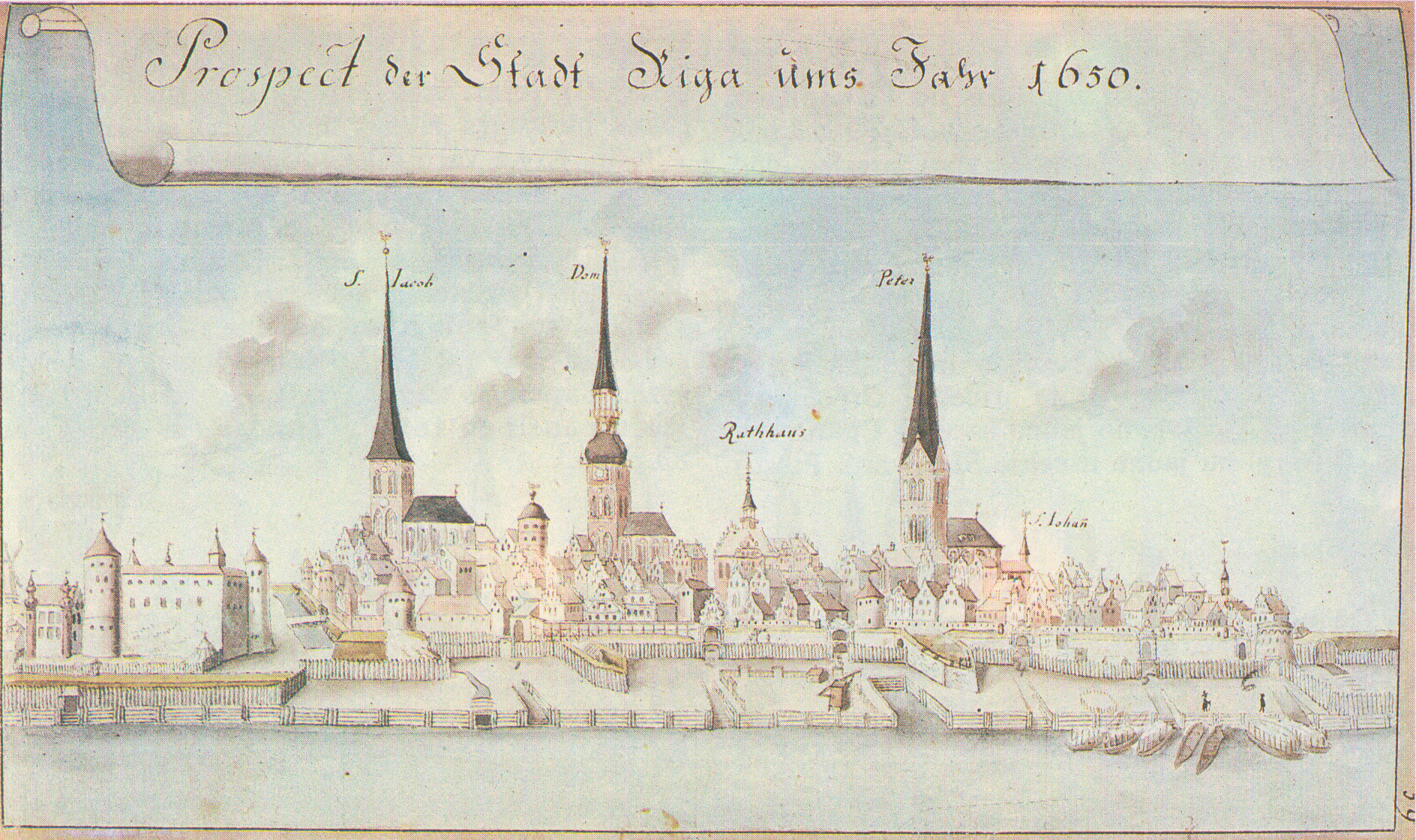
Місто Рига, вигляд з боку річки

Провідну роль у розвитку північної торгівлі відігравали Гамбург, Любек, Бремен, Брюге, Лондон, Париж, Новгород. Згодом утворився торговельний союз приморських міст під назвою Ганза (об'єднання, спілка). У XIV—XV ст. до Ганзейського союзу входило 160 міст, у тому числі Новгород, Гданськ, Рига. Керівництво Ганзи знаходилось в місті Любек. Купці союзу мали ряд привілеїв. У них на ярмарках ніхто не мав права конфіскувати товари за борг, арештувати за злочини, вчинені в інших місцевостях. Купець не відповідав за своїх компаньйонів. Влада не могла розпоряджатися майном купця, який помер на ярмарку. Ганза ревно охороняла своїх членів, ніхто, крім ганзейських купців, не міг перевозити товари Балтійським і Північним морями.
Товари ганзейської і левантійської торгівлі зустрічалися на ярмарках Західної Європи, особливо у французькій провінції Шампань. Цей ярмарок тривав майже цілий рік, але столітня війна між Францією і Англією (1337-1453) звела знаменитий європейський ярмарок до рівня мізерного провінційного торжка.
У Середньовіччі розвивалася і сухопутна торгівля. Відомий шовковий шлях від Китаю до Європи простягнувся на кільканадцять тисяч кілометрів. Утворився і Срібний шлях, хоча й менш відомий, ніж Шовковий.
Важливе значення для Західної Європи мала також торгівля по Балтійському і Північному морях, по річках Ельба, Шельда, Одер, Темза, Західній Двіні, Рейн, Дунай, Вісла, Німану, Роні, Сені. Якщо левантійська торгівля займалася переважно продажем на західноєвропейських ярмарках східних товарів, то північна — виробів місцевої промисловості й продуктів сільського господарства. Купці скуповували із вигодою і перепродували льон, худобу, шкіри, хміль, хутро, сало, масло, хліб (зерно), сіль,віск, мед, металеві ремісничі вироби, олово, ліс.